# Nuchim Raškovskij
Nuchim Nikolaevič Raškovskij (in russo Нухим Николаевич Рашковский?; Sverdlovsk, 18 aprile 1946 – Ekaterinburg, 14 marzo 2023) è stato uno scacchista russo (sovietico fino al 1992), Grande maestro. È noto anche come Nukhim Rashkovsky secondo la traslitterazione anglosassone.
Partecipò a otto Campionati sovietici dal 1972 al 1991, ottenendo il miglior risultato a Kiev nel 1986 (8º posto su 18 partecipanti).
Vinse due volte il Campionato russo: nel 1974 a Tula e nel 1991 a Novosibirsk.
Nel 1982 vinse il campionato di Mosca, alla pari con David Bronštejn.
Altri risultati:
- 1979 : vince il Chigorin Memorial di Soči;
- 1986 : terzo a Kujbyšev;
- 1987 : secondo a Vrnjačka Banja;
- 1988 : secondo nella Rilton Cup di Stoccolma;
- 1989 : vince l'open di Cappelle la Grande (ripetuto nel 1990);
- 1991 : pari primo a Skopje con Nikola Mitkov;
- 1993 : pari primo a Gausdal con Savčenko e Varavin;
- 1995 : secondo nel torneo di Hastings.

Ha raggiunto il massimo Elo in luglio del 1995, con 2560 punti.
Raškovskij è stato per molti anni allenatore della squadra olimpica russa.
Nel 2008 è diventato presidente del circolo "Ural Club" di Ekaterinburg.